# Référendum néerlandais de 2018
Un  référendum  a lieu le 21 mars 2018 aux Pays-Bas. La population doit alors se prononcer sur une loi sur les services de surveillance et de sécurité dans le cadre d'un référendum d'origine populaire au résultat non contraignant. Une majorité relative des votants rejette le texte.

## Contexte
La loi sur la révision des pouvoirs des services secrets est présentée aux États généraux du royaume des Pays-Bas par le gouvernement à la fin de l'année 2016, puis votée à la majorité le 14 février 2017 à la chambre basse, puis le 11 juillet de la même année à la chambre haute.

## Historique

### Référendums aux Pays-Bas
Les référendums d'initiative populaire sont possibles aux Pays-Bas depuis le 1er juillet 2015. Toute loi adoptée à l'issue du processus parlementaire et devant entrer en vigueur peut être soumise à référendum si les signatures de dix mille citoyens sont réunies dans les quatre semaines suivant la proclamation de la loi, à l'exception des lois concernant la monarchie et la famille royale, le budget de l'État, les amendements constitutionnels, les lois s'appliquant aux autres États constitutifs du royaume des Pays-Bas, ainsi que celles devant mettre en œuvre les décisions de traités internationaux, supranationaux, ou les résultats de précédents référendums. 
Une fois cette étape préliminaire franchie, l'entrée en vigueur de la loi concernée est suspendue jusqu'à la fin du processus, la population ayant six semaines pour réunir un minimum de trois cent mille signatures. À défaut, la loi entre en application par décret royal. Sinon, un référendum est organisé. Dans un cas d'un vote positif de la population, ou si le quorum de 30 % de participation n'est pas atteint lors du vote, la loi entre en application par décret royal. Si le résultat est négatif et que le quorum est atteint, la suspension de la loi est maintenue jusqu'à ce que le Parlement décide lors un nouveau vote soit de l'abroger, soit de l'appliquer malgré le vote de la population. 
Une commission permanente sur les référendums renouvelée tous les quatre ans décide de la date de son organisation, de la formulation de la question, des subventions publiques pour les campagnes en faveur du oui et du non, et fournit aux électeurs une documentation neutre sur la question portée au vote.

### Récolte de signatures
La campagne de récolte de signatures pour un référendum est mise en œuvre par un groupe d'étudiants de l'université d'Amsterdam exprimant leur inquiétude quant à l'élargissement des pouvoirs  de surveillance donnés à l'Agence néerlandaise de renseignement.
| Etapes       | Signatures | Signatures | Signatures |
| Etapes       | Requises   | Reçues     | Valides    |
| ------------ | ---------- | ---------- | ---------- |
| Préliminaire | 10 000     | 19 266     | 17 162     |
| Définitive   | 300 000    | 417 354    | 384 126    |

## Question posée
La population est amenée à se prononcer sur la question suivante :
```
"Bent u voor of tegen de Wet op de inlichtingen- en veiligheidsdiensten 2017?"

[_] Voor [_] Tegen
```

Soit en français : « Êtes-vous pour ou contre la Loi de 2017 sur les services de renseignement et de sécurité ? [_] Pour [_] Contre ».

## Position des principaux partis
Le gouvernement néerlandais déclare vouloir appliquer la loi dès son entrée en vigueur le 1er mai 2018 quel que soit le résultat du référendum.
Le Premier ministre Mark Rutte se dit néanmoins prêt à revoir le texte en cas de victoire « écrasante » du non. Au sein de la coalition gouvernementale du cabinet Rutte III, le parti Démocrates 66 se désolidarise de ses alliés sur cette question en appelant à voter contre, tandis que le Parti populaire libéral et démocrate, l'Appel chrétien-démocrate et l'Union chrétienne appellent à voter pour. 
| Parti | Parti | Parti                                                                                    | Position |
| ----- | ----- | ---------------------------------------------------------------------------------------- | -------- |
|       | VVD   | Parti populaire pour la liberté et la démocratie Volkspartij voor Vrijheid en Democratie | Pour     |
|       | PVV   | Parti pour la liberté Partij voor de Vrijheid                                            | Pour     |
|       | CDA   | Appel chrétien-démocrate Christen-Democratisch Appèl                                     | Pour     |
|       | D66   | Démocrates 66 Democraten 66                                                              | Contre   |
|       | GL    | Gauche verte GroenLinks                                                                  | Contre   |
|       | SP    | Parti socialiste Socialistische Partij                                                   | Contre   |
|       | PvdA  | Parti travailliste Partij van de Arbeid                                                  | Pour     |
|       | CU    | Union chrétienne ChristenUnie                                                            | Pour     |
|       | PvdD  | Parti pour les animaux Partij voor de Dieren                                             | Contre   |
|       | 50+   | 50PLUS                                                                                   | Pour     |
|       | SGP   | Parti politique réformé Staatkundig Gereformeerde Partij                                 | Pour     |
|       | DENK  | Denk                                                                                     | Contre   |
|       | FvD   | Forum pour la démocratie Forum voor Democratie                                           | Contre   |

## Sondages
| institut     | Date          | Pour         | Contre      | Sans avis | +/- |    |    |    |    |
| ------------ | ------------- | ------------ | ----------- | --------- | --- | -- | -- | -- | -- |
| institut     | Date          | I&O Research | 6 fév. 2018 | Sans avis | +/- | 42 | 28 | 30 | 14 |
| Peil.nl      | 3 déc. 2017   | 40           | 60          | –         | 20  |    |    |    |    |
| I&O Research | 30 oct. 2017  | 52           | 32          | 17        | 20  |    |    |    |    |
| I&O Research | 9 oct. 2017   | 50           | 30          | 20        | 20  |    |    |    |    |
| I&O Research | 11 sept. 2017 | 60           | 24          | 17        | 36  |    |    |    |    |

## Résultat
| Choix                    | Votes      | %     | Quorum |
| ------------------------ | ---------- | ----- | ------ |
| Pour                     | 3 122 628  | 46,53 |        |
| Blanc                    | 270 288    | 4,03  |        |
| Contre                   | 3 317 496  | 49,44 |        |
|                          |            |       |        |
| Votes valides            | 6 710 412  | 99,65 |        |
| Votes invalides          | 23 813     | 0,35  |        |
| Total                    | 6 734 225  | 100   |        |
| Abstention               | 6 330 707  | 48,46 |        |
| Inscrits / Participation | 13 064 932 | 51,54 | ✓ 30 % |

| Votes Pour (46,53 %) |  |  |  | Votes Contre (49,44%) |